# Ovatella
Ovatella es un género de foraminífero bentónico de la subfamilia Profusulinellinae, de la familia Profusulinellidae, de la superfamilia Ozawainelloidea, del suborden Fusulinina y del orden Fusulinida. Su especie tipo es Profusulinella (Ovatella) ovata. Su rango cronoestratigráfico abarca el Moscoviense inferior (Carbonífero superior).

## Discusión
Clasificaciones previas hubiesen clasificado Ovatella en la subfamilia Fusulinellinae, de la familia Fusulinidae, de la superfamilia Fusulinoidea. Clasificaciones más recientes incluyen Ovatella en la subclase Fusulinana de la clase Fusulinata. Ha sido considerado un sinónimo posterior de Profusulinella.

## Clasificación
Ovatella incluye a las siguientes especies:
- Ovatella arta †
- Ovatella ovata †